# Mirosławice (województwo zachodniopomorskie)
Mirosławice – wieś w północno-zachodniej Polsce, położona w województwie zachodniopomorskim, w powiecie gryfickim, w gminie Trzebiatów.
Według danych z 31 grudnia 2009 wieś miała 288 mieszkańców.
Wieś jest połączona z Trzebiatowem drogą powiatową nr 0125Z, która biegnie dalej do wsi Lewice i Darżewo. Z Mirosławic odchodzi także droga powiatowa nr 0126Z do Gąbina i Brojc. 
W latach 1946–1998 miejscowość administracyjnie należała do województwa szczecińskiego.
We wsi znajduje się część produkcyjna zakładu elektryczno-metalowego, gdzie powstają spawane konstrukcje stalowe i aluminiowe.
W Mirosławicach mieści się kaplica pw. Najświętszej Maryi Panny Królowej Polski należąca do parafii Macierzyństwa NMP w Trzebiatowie. 
| Zakres wieku mężczyzn | Mężczyźni | Kobiety | Zakres wieku kobiet |
| --------------------- | --------- | ------- | ------------------- |
| 0–6                   | 14        | 9       | 0–6                 |
| 7–15                  | 14        | 18      | 7–15                |
| 16–19                 | 5         | 11      | 16–19               |
| 20–65                 | 104       | 84      | 20–60               |
| powyżej 65            | 8         | 21      | powyżej 60          |
| Razem (Σ)             | 145       | 143     | (Σ) Razem           |

Gmina Trzebiatów utworzyła "Sołectwo Mirosławice", będące jej jednostką pomocniczą. Obejmuje ono wieś Mirosławice oraz gajówkę Paliczyno, których mieszkańcy wybierają sołtysa i 5-osobową radę sołecką.

## Historia
Ok. 1564 roku we wsi został ufundowany krzyż pokutny z inskrypcją Jacob Wacholtz gnode dy Got wskazujący miejsce śmierci zabitego przez swojego parobka możnego trzebiatowskiego Jakuba von Wacholtza właściciela tkalni.